# J. Defert
J. Defert (fl. XIX secolo) è stato un tennista francese.
Partecipò alle gare di tennis delle prime Olimpiadi moderne che si svolsero ad Atene. Uscì al primo turno nel torneo singolare.